# Skin (cantant)
Deborah Anne Dyer (3 d'agost de 1967) coneguda pel nom artístic Skin, és una cantant, compositora, DJ de música electrònica i model ocasional britànica.
Va estudiar Disseny d'Interiors a la Universitat Teesside a Middlesbrough, de la qual més tard va rebre un títol honorífic. És més coneguda com la vocalista principal de la banda de rock britànica Skunk Anansie, com a part del moviment Britrock en el Regne Unit i va cridar l'atenció per la seva poderosa i àmplia veu i el seu característic aspecte calb.
El 2015, es va unir al panell de jutges de la versió italiana del programa de talents The X Factor durant una temporada. Després de compondre nova música i fer gires amb Skunk Anansie, el 2018 Skin va ser guardonada amb el Premi a l'Artista Inspirat en els Premis de la Setmana de la Música abans de celebrar els 25 anys de Skunk Anansie.

## Carrera en solitari
Després de la separació de Skunk Anansie, Skin va treure el seu àlbum debut en solitari Fleshwounds. L'àlbum no va obtenir la mateixa aclamació dels fans de Skunk Anansie. Fins i tot va abandonar el seu característic aspecte calb i va deixar que el seu cabell es convertís en un aire juvenil. Si bé l'àlbum no va ser un èxit massiu, al Regne Unit, es van treure dos singles: «Trashed» i «Faithfulness». «Lost», un doble costat A amb «Getting Away with It». Es van enviar CD promocionals a les emissores de ràdio, però no es van emetre. En altres parts d'Europa, l'èxit de l'àlbum va ser més gran. Per exemple, a Itàlia va aconseguir el número 6 de la llista d'èxits i a Alemanya el número 18.
Després de llançar Fleshwounds, Skin va realitzar diversos concerts en solitari per tot Europa. També va ser suport en l'etapa europea de les gires mundials de Robbie Williams i Placebo.
Al febrer del 2008, va anunciar que estava treballant amb Timo Maas i Martin Buttrich en un projecte paral·lel anomenat Format-3. La seva cançó de 2008 «Tear Down These Houses» va ser llançada com a part de la banda sonora de Parlami d'Amore, dirigida per Silvio Muccino.
Skin canta en la peça musical d'obertura «Renaixement», a Medici: Masters of Florence, una sèrie original de Netflix llançada a l'octubre de 2016.

## Vida personal
Skin és obertament bisexual. Entre 2013 i 2015 va ser parella de Christiana Wyly, filla del multimilionari nord-americà Sam Wyly.
A partir del referèndum sobre la sortida del Regne Unit de la Unió Europea el 2016, s'ha pronunciat públicament contra el Brexit.